# Ж
Ж là chữ cái thứ 8 trong tất cả các ngôn ngữ sử dụng Cyrillic trừ tiếng Bulgaria (nó đứng 7). Đây là một trong những chữ cái cơ bản trong hệ Cyrillic. Nó được chuyển tự thành zh hay ž

## Lịch sử
Người ta không biết chữ Zhe đã được bắt nguồn từ đâu. Không có chữ cái tương tự nào tồn tại bằng chữ cái Hy Lạp, La tinh hoặc bất cứ bảng chữ cái nào khác của thời đại, mặc dù có một số tương tự đồ họa với đối tượng Glagolitic của nó là Zhivete ⟨Ⰶ⟩ (biểu tượng tương tự). Tuy nhiên, nguồn gốc của Zhivete, giống như hầu hết các lá thư Glagolitic, là không rõ ràng. Một khả năng là nó được hình thành từ hai chữ cái Hebrew kết nối Shin ⟨ש⟩, một trong những dưới cùng đảo ngược.
Trong bảng chữ cái Cyrillic sớm tên của Zhe là живѣтє (živěte), có nghĩa là "sống" (bắt buộc).
Zhe không được sử dụng trong hệ thống chữ số Cyrillic.